# Казыли (Пестречинский район)
Казыли — село в Пестречинском районе Татарстана. Входит в состав Отар-Дубровского сельского поселения.

## География
Находится в северо-западной части Татарстана на расстоянии приблизительно 23 км на восток по прямой от районного центра села Пестрецы.

## История
Основано во времена Казанского ханства, упоминалось еще как Благовещенское, Нижние Казыли. В начале XX века Благовещенская церковь еще действовала.

## Население
Постоянных жителей было: в 1782 году 291 душа мужского пола, в 1859—874, в 1897—1062, в 1908—1223, в 1920—1187, в 1926—912, в 1949—411, в 1958—385, в 1970—261, в 1979—112, в 1989 — 31, в 2002—12 (русские 92 %), 9 в 2010.